# Tres leches
La tres leches (dallo spagnolo "tre latti") è una torta messicana composta da un pan di Spagna imbevuto nel latte evaporato, in quello condensato, e nella panna.

## Storia
Il tres leches trova vari antecedenti nella cucina medievale europea che comprendono vari dolci imbevuti nel liquore o in altri liquidi di sorta fra cui il trifle e la torta al rum britannici, nonché vari dolci spagnoli e portoghesi che venivano inumiditi in una crema all'uovo. Invece, i primi dolci imbevuti nell'alcool o in altri liquidi commestibili apparvero in Messico intorno al diciannovesimo secolo e, secondo lo chef ed esperta gastronomica Patricia Quintana, la tres leches fu ideata a Sinaloa, in Messico. Lungo il Novecento, il marchio Nestlé iniziò a distribuire delle confezioni di latte evaporato contenenti la ricetta della tres leches in tutta l'America Latina.
Singolare il caso dell'Albania, in cui il dolce tres leches è molto diffuso e popolare, per quanto la quota di ispanici residenti sia minima; nella variante albanese il dolce viene preparato come nella versione originale, distinguendosi nella finitura finale, che è base di caramello. Dall'Albania il dolce è stato poi esportato ad Istanbul, in cui ha assunto altrettanta popolarità.